# Bölse
Bölse är en bebyggelse i Morups socken i Falkenbergs kommun i Hallands län. Fram till 2023 var denna klassad som en småort för att från 2023 klassas som en del av tätorten Glommen.
Bölse kvarn var en väderkvarn, byggd 1897. Den låg intill gamla E6:an i Bölse. Kvarnen, som ägdes av Morups-Stafsinge hembygdsförening, förstördes i en brand natten till den 16 september 2018.